# Во (Алье)
Во (фр. Vaux) — коммуна во Франции, находится в регионе Овернь. Департамент коммуны — Алье. Входит в состав кантона Северо-восточный Монлюсон. Округ коммуны — Монлюсон.
Код INSEE коммуны — 03301.

## Население
Население коммуны на 2008 год составляло 1011 человек.
| 1962 | 1968 | 1975 | 1982 | 1990 | 1999 | 2008 |
| ---- | ---- | ---- | ---- | ---- | ---- | ---- |
| 751  | 772  | 701  | 820  | 905  | 966  | 1011 |

## Экономика
В 2007 году среди 658 человек в трудоспособном возрасте (15—64 лет) 491 были экономически активными, 167 — неактивными (показатель активности — 74,6 %, в 1999 году было 72,1 %). Из 491 активных работали 451 человек (231 мужчина и 220 женщин), безработных было 40 (22 мужчины и 18 женщин). Среди 167 неактивных 43 человека были учениками или студентами, 81 — пенсионерами, 43 были неактивными по другим причинам.

## Достопримечательности
- Церковь Сент-Элуа XII века
- Канал Берри[фр.]